# The Other Me
The Other Me (bra: O Outro Eu; prt: Eu e o Meu Clone) é um telefilme original do Disney Channel de 2000, dos gêneros comédia e ficção científica, dirigido por Manny Coto, com roteiro de Jeff Schechter baseado no romance Me Two, de Mary C. Ryan.

## Sinopse
Durante um trabalho de ciências, estudante acaba criando um clone de si mesmo.

## Elenco
- Andrew Lawrence - Will Browning/Dewey ou Gill
- Mark L. Taylor - Pai
- Lori Hallier - Mãe
- Alison Pill - Allana Browning
- Brenden Jefferson - Chuckie
- Joe Grifasi - Conrad
- Scott McCord - Victor
- Tyler Hynes - Scottie DeSota
- Sarah Gadon - Heather
- Robert Buck - Avô Mordechai
- Andrea Garnett - Miss Pinkerson